# 卡阿卡蒂
27°45′0″S 57°36′58″W / 27.75000°S 57.61611°W

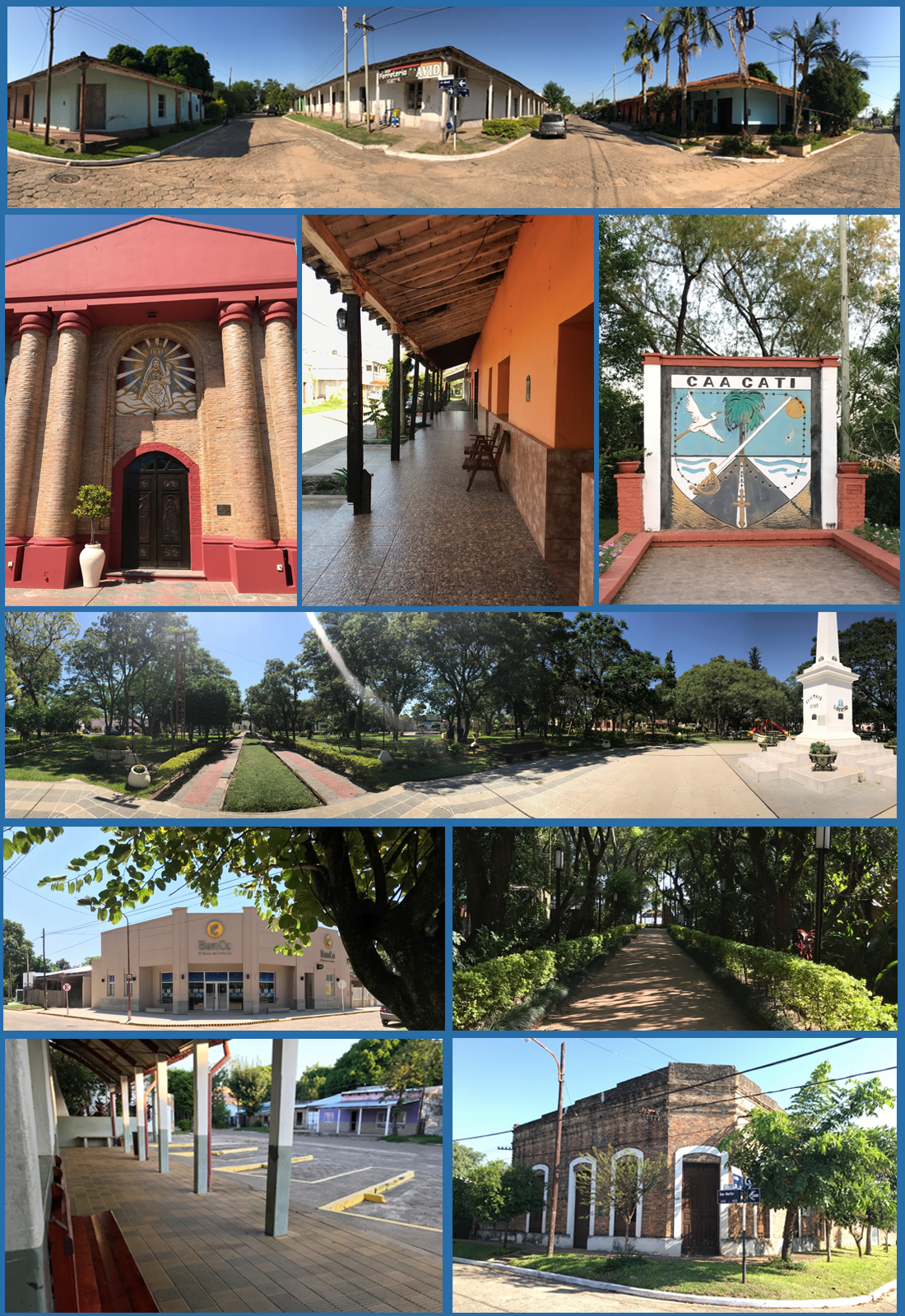
卡阿卡蒂

卡阿卡蒂（西班牙語：Caá Catí），是阿根廷的城鎮，位於該國北部科連特斯省，是帕斯將軍縣的首府，距離科連特斯126公里，毗鄰與巴拉圭接壤的邊境，海拔高度59米，2010年人口4,738。